# علم اليمن
اعتمد علم الجمهورية اليمنية المعروف بعلم الوحدة اليمنية في يوم 22 مايو 1990 الذي اتّحد فيه اليمن الجنوبي المعروف باسم جمهورية اليمن الديمقراطية الشعبية مع اليمن الشمالي المعروف باسم الجمهورية العربية اليمنية، ويحتوي علم الجمهورية اليمنية على ألوان التحرير العربية «الأحمر والأبيض والأسود» المستخدمة منذ 23 يوليو 1952 من قبل دول عربية عدة كانت أولاها مصر بعد انتصار ثورة 1952. العلم اليمني يشابه أعلام اليمن الجنوبي واليمن الشمالي السابقان قبل الوحدة ويشابه أيضًا علم السودان وعلم العراق وعلم سوريا وعلم مصر.
وفقاً للوصف الرسمي، فالأحمر يرمز إلى دم الشهداء والوحدة، والأبيض للمستقبل المشرق، والأسود للماضي المظلم. ومع ذلك، فإن العلم اليمني مشابه أيضاً لعلمي الإمبراطورية الألمانية وفولتا العليا السابقين ولكن بعكس اللونين الأسود والأحمر مكان بعضهما البعض، العلم هو مطابق بيانياً لنقيضه علم الجمهورية العربية الليبية مابين عامي 1969-1972.

## أصل العلم

### أعلام ما قبل الوحدة
مع قيام الوحدة بين مصر وسوريا تحت مظلة الجمهورية العربية المتحدة بعاصمتها القاهرة في عام 1958، انضم اليمن الشمالي إلى اتحاد كونفدرالي فضفاض يسمى الدول العربية المتحدة، والذي تم حله في عام 1961 دون أن يفي بدوره كمقدمة للقومية العربية. لم يكن للاتحاد علم خاص به، ولكن تكريماً له، استخدم اليمن الشمالي علم الاتحاد المصري-السوري بإزالة أحد النجمتين الخضراوتين (وبالتالي يتم تمثيل كل دولة بنجمة واحدة).
في عام 1967 وبعد نيله الاستقلال عن المملكة المتحدة، استخدم اليمن الجنوبي علماً بألوان التحرير العربية للعلم المصري مع مثلث أزرق سماوي على العمود مع نجمة حمراء شيوعية (شارة الحزب الاشتراكي اليمني). من الواضح أن التصميم العام لعلم اليمن الجنوبي تأثر بعلم كوبا، وذلك في أعقاب ثورة فيدل كاسترو عام 1953.

### العلم الحالي
في 22 مايو 1990، اتّحد اليمن الجنوبي مع جاره الشمالي ليشكّلا سوياً دولة جديدة اسمها الجمهورية اليمنية، وكان أسهل نهج فيما يتعلق بتشكيل علم جديد للجمهورية اليمنية هو إزالة العنصرين المميزين من علمي اليمن الشمالي وجاره الجنوبي، بما فيهما النجمة الخضراء والمثلث الأزرق السماوي ذو النجمة الحمراء. فاستخدم اليمن الألوان الثلاثة البسيطة، الأعلام المماثلة لونياً لعلم اليمن استخدمت من قبل مصر والعراق والسودان وسوريا.

## معنى ألوان العلم
- الأحمر: يرمز إلى الثورة ودم الشهداء والوحدة.

- الأبيض: يرمز إلى مبادئ الثورة ونقاؤها ومستقبل الدولة المشرق.

- الأسود: يرمز إلى عهد الظلام والحكم الرجعي الاستبدادي.

## أعلام تاريخية
كان اليمن غير مجزأ حتى استولى الزيديين على الشمال في 1918 وأخرجوا الأتراك منها وأقاموا دولتهم واستمر العثمانيون في جنوب اليمن حتى خضعت عدن لسيطرة سلطنة لحج ومن ثم لسلطة الاحتلال البريطاني في 16 يناير 1839.
استمرت الدولة الزيدية منذ 1918 فترة وبعدها أقيمت المملكة المتوكلية اليمنية حتى 1962 بقيام ثورة 26 سبتمبر والجمهورية العربية اليمنية حتى الوحدة عام 1990.
تحرر جنوبي اليمن من الاحتلال في 30 نوفمبر 1967 وأقيمت جمهورية اليمن الديموقراطية الشعبية والتي استمرت حتى إعادة توحيد اليمنين الشمالي والجنوبي في 22 مايو 1990.

### شمال اليمن

#### المملكة المتوكلية اليمنية

علم إيالة اليمن 1517-1634 وولاية اليمن 1872-1918
علم المملكة المتوكلية 30 أكتوبر 1918 إلى 1923
علم المملكة المتوكلية 1923 إلى 1927 (متضمناً لفظ الشهادتين)
علم المملكة المتوكلية 1927 إلى 26 سبتمبر 1962 (حتى مايو 1970 في المناطق الملكية)

#### الجمهورية العربية اليمنية

علم الجمهورية العربية اليمنية المؤقت 26 سبتمبر إلى 1 نوفمبر 1962
علم الجمهورية العربية اليمنية 1 نوفمبر 1962 إلى 22 مايو 1990

### جنوب اليمن

#### اتحاد الجنوب العربي

علم مستعمرة عدن من 16 يناير 1839 إلى 1 أبريل 1937
علم مستعمرة عدن من 1 أبريل 1937 إلى 18 نوفمبر 1963
علم ولاية عدن من 18 نوفمبر 1963 إلى 30 نوفمبر 1967
علم اتحاد الجنوب العربي من 11 فبراير 1962 إلى 30 نوفمبر 1967
علم إمارة بيحان
علم إمارة الضالع
علم سلطنة الفضلي
علم سلطنة لحج
علم سلطنة يافع السفلى
علم سلطنة يافع العليا

#### جمهورية اليمن الديمقراطية الشعبية
علم جمهورية اليمن الديمقراطية الشعبية الواقعة في جنوب اليمن كان مكونًا من ألوان التحرير العربية مع مثلث أزرق فيه نجمة حمراء (أيدلوجية الحزب الاشتراكي اليمني)

علم جمهورية اليمن الديمقراطية الشعبية 30 نوفمبر 1967 إلى 22 مايو 1990
العلم الرئاسي

### شرق اليمن

#### محمية الجنوب العربي الشرقية

علم محمية عدن من 1869 إلى 1963
علم محمية الجنوب العربي الشرقية من 1963 إلى 1967
علم السلطنة الكثيرية في سيئون
علم السلطنة القعيطية في المكلا
علم سلطنة الواحدي في بلحاف
علم سلطنة الواحدي في حبان
علم سلطنة المهرة في قشن وسقطرى

## أعلام أقاليم اليمن الفيدرالية

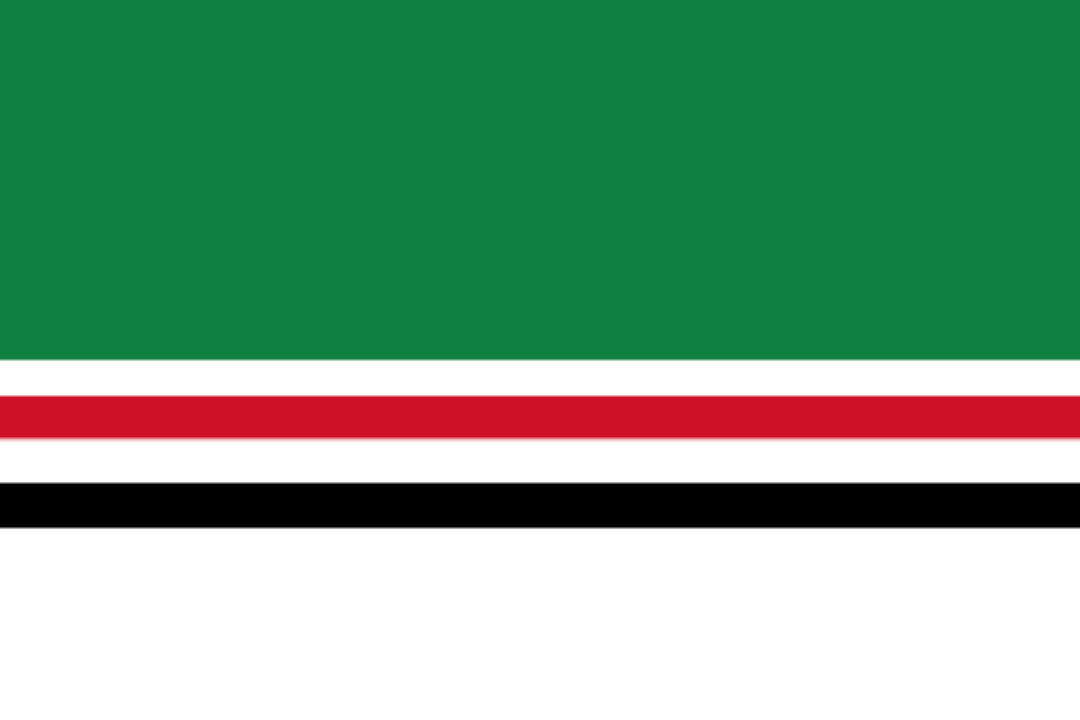
علم إقليم أزال
علم إقليم تهامة
علم إقليم الجند
علم إقليم حضرموت
علم إقليم سبأ
علم إقليم عدن

## أعلام مشابهة

علم مصر
علم العراق
علم السودان
علم سوريا
علم عربستان
علم الجمهورية العربية الليبية (نقيض علم الوحدة اليمنية)
علم مدينة بايا ماري (1941)
علم سوبيتران
علم محافظة كويافيا-بوميرانيا
علم الإمبراطورية الألمانية
علم فولتا العليا

## وصلات خارجية
- اليمن في موقع أعلام العالم